# Foment Excursionista de Barcelona
Foment Excursionista de Barcelona és una entitat cultural creada el 1923 a Barcelona per tal de promoure l'excursionisme per Manuel Vilagut de Sola. Organitza activitats d'escalada d'alta muntanya, espeleologia, senderisme i esquí de muntanya.
El 2002 va rebre la Medalla d'Honor de Barcelona. El 2007, amb la col·laboració de l'Agrupació Excursionista Catalunya ha iniciat la seva activitat formativa l'Escola d'Esports de Muntanya "Glacera", reconeguda per la Federació d'Entitats Excursionistes de Catalunya (FEEC) i l'Escola Catalana d'Alta Muntanya (ECAM), per impartir els cursos de formació en les especialitats d'Alpinisme, Cascades de gel, Escalada, Esquí de muntanya, Excursionisme i Descens de Barrancs.